# Articulation carpo-métacarpienne

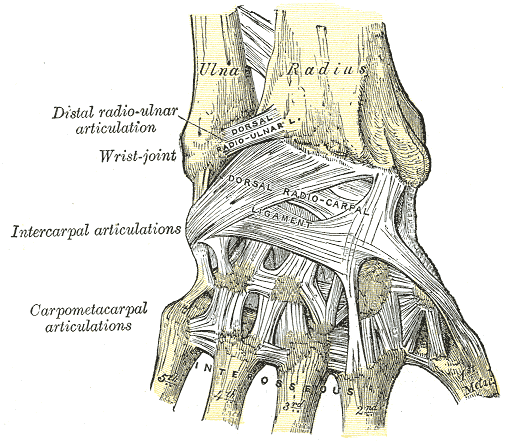

Les articulations carpo-métacarpiennes sont les quatre articulations du poignet qui unissent la rangée distale des os du carpe et les bases proximales des deuxième, troisième, quatrième et cinquième métacarpiens.

## Description
Les quatre articulations carpo-métacarpiennes sont des articulations planes.
L'ensemble forme une articulation composée avec une cavité articulaire unique qui communique avec celle des l'articulations médio-carpienne et intermétacarpiennes. La cavité articulaire de l'articulation carpo-métacarpienne du pouce est indépendante.
Le deuxième métacarpien s'articule principalement avec le trapèzoïde et secondairement avec le trapèze et le capitatum.
Le troisième métacarpien s'articule avec le capitatum.
Le quatrième métacarpien s'articule avec le capitatum et l'hamatum.
Le cinquième métacarpien s'articule avec l'hamatum.

## Moyens d'union
Les quatre articulations carpo-métacarpiennes sont consolidées par les ligaments carpo-métarcarpiens palmaires ente les faces palmaires des os du carpe et celles des deuxième, troisième, quatrième et cinquième métacarpes, et par les ligaments carpo-métarcarpiens dorsaux ente les faces dorsales des os du carpe et celles des deuxième, troisième, quatrième et cinquième métacarpes

## Anatomie fonctionnelle
Ces articulations sont peu mobiles.
Les articulations du deuxième et cinquième métacarpiens sont immobiles.

## Aspect clinique
L'arthrose des articulations carpo-métacarpiennes est un type d'artropathie qui résulte de la dégradation du cartilage articulaire et de l'os sous-jacent.